# Fox Sports 2
Fox Sports 2 – amerykańska stacja telewizyjna o tematyce sportowej. Właścicielem stacji jest 21st Century Fox. Do roku 2013 funkcjonowała pod nazwą Fuel TV.